# Kralupy u Chomutova
Kralupy u Chomutova, bis 1945 Německý Kralupy (deutsch Deutsch Kralup), war eine Stadt im Okres Chomutov (Tschechien).

## Geographische Lage
Die Ortschaft lag in Nordböhmen, südwestlich von Chomutov (Komotau) an der Straße von Komotau nach Klösterle sowie am Saubach.
Vom heute noch existierenden Malkau lag Deutsch Kralupp in südwestlicher Richtung ca. 2,5 Kilometer entfernt.

## Geschichte

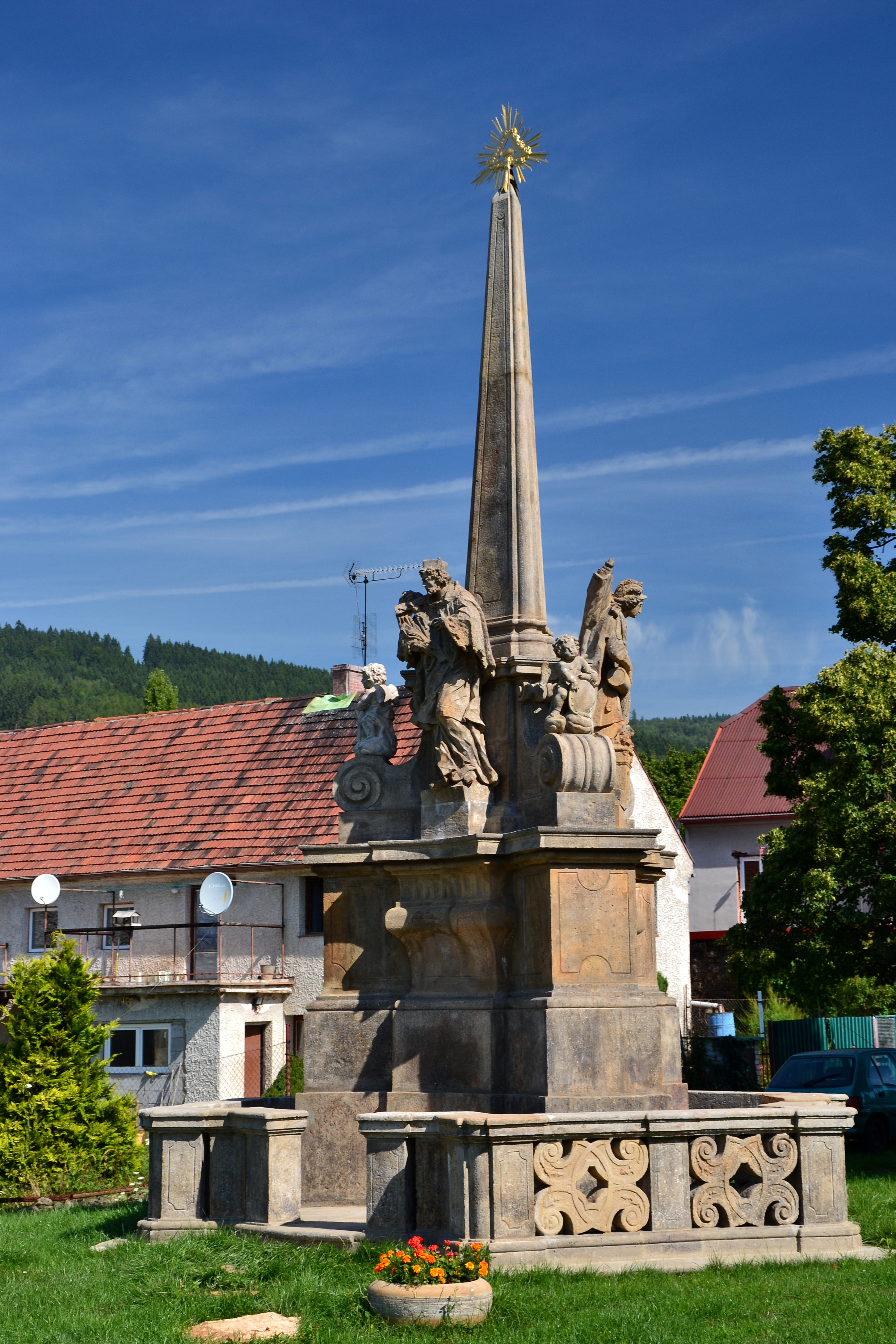
Dreifaltigkeitssäule von Kralupy – steht heute in Málkov u Chomutova

Kralup wurde zum ersten Mal 1253 erwähnt. Der Ort befand sich zunächst im Besitz des Templerordens. Die Kirche war schon 1360 als Pfarrkirche vorhanden, bestand jedoch in ihrer späteren Gestalt erst seit 1796, als sie nach einem Brand neu erbaut wurde.
1584 wurde dem Ort durch Kaiser Ferdinand I. das Stadtrecht verliehen.
Zur Unterscheidung zu Kralup an der Moldau (Kralupy nad Vltavou) wurde der Ort 1872 in Deutsch Kralup (Německý Kralupy) umbenannt.
Ende des 19. Jahrhunderts brachte der Tagebau einen wirtschaftlichen Aufschwung.
Im Jahr 1900 hatte Deutsch Kralup 1.227 Einwohner, 1.222 davon deutschsprachig. Nach dem Münchner Abkommen gehörte Deutsch Kralup von 1938 bis 1945 zum Landkreis Komotau, Regierungsbezirk Aussig, im Reichsgau Sudetenland des Deutschen Reichs. Die deutsche Bevölkerung wurde nach 1945 vertrieben.
Laut Wanderkarte von 1939 existierte 1939 noch eine Bahnlinie Klösterle an der Eger-Kaaden/Brunnersdorf(Bahnhof zwischen beiden Orten)-Deutsch Kralupp-Komotau.
In den 1960er Jahren fiel die Stadt dem fortschreitenden Tagebau zum Opfer und wurde aufgelassen. Das Katastralgebiet wurde der Ortschaft Málkov u Chomutova zugeschlagen. Die Dreifaltigkeitssäule, die am Marktplatz stand, wurde zunächst nach Libědice (Libotitz) gebracht und steht seit 2012 in Zelená, einem Ortsteil von Malkov.

## Demographie
Bis 1945 war Deutsch Kralup  überwiegend von Deutschböhmen besiedelt, die vertrieben wurden.
| Jahr | Einwohner | Anmerkungen                 |
| ---- | --------- | --------------------------- |
| 1845 | 0818      | in 143 Häusern              |
| 1869 | 0932      |                             |
| 1880 | 1033      |                             |
| 1890 | 1064      |                             |
| 1900 | 1227      | davon 1222 Deutschsprachige |
| 1910 | 1177      |                             |
| 1921 | 1351      |                             |
| 1930 | 1281      | [ 5 ]                       |
| 1939 | 1273      | [ 5 ]                       |

| Jahr      | 1950 | 1961 | 1970 |
| --------- | ---- | ---- | ---- |
| Einwohner | 832  | 873  | 733  |

## Persönlichkeiten
- Carl Schwalb (1842–unbekannt), deutschböhmischer Lehrer und Autor